# Kanker (vorstenland)

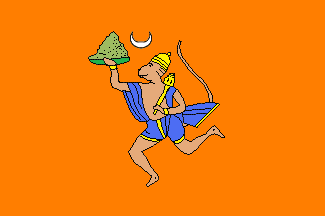
Vlag van Kanker

Het koninkrijk Kanker (of Kenker) was een van de vele semi-onafhankelijke vorstenlanden van Brits-Indië rond de stad Kanker. In 1947 werd het vorstendom door de Republiek India ingelijfd. Het is nu deel van de staat Chhattisgarh, district Kanker. De laatste maratha (vorst) overleed in 1978.